# Pastavy
Pastavy (bělorusky Паставы, rusky Поставы – Postavy) jsou město ve Vitebské oblasti v Bělorusku, správní středisko Pastavského rajónu. K roku 2008 měly bezmála dvacet tisíc obyvatel.

## Poloha a doprava
Pastavy leží na Mjadzelce, přítoku Birvėty v povodí Daugavy. Ze správního hlediska leží u západního okraje Vitebské oblasti nedaleko od bělorusko-litevské hranice (která je zároveň hranicí Evropské unie).
Ve městě je nádraží na železniční trati z Vitebska do Vilniusu.